# Zomergast
Een zomergast is een niet-broedvogel die in de zomerperiode in een bepaald land verblijft.
Dit is in Nederland een onbeduidende categorie. In de Avifauna van Nederland 2 staat geen vogelsoort, die getypeerd wordt als zomergast. De reden hiervan is dat soorten die zomergast zijn, tevens doortrekker en wintergast zijn. In dat geval worden ze dus jaargasten genoemd.